# Ponço Afonso de Baião
Ponço Afonso de Baião (Depois de 1185 - junho de 1235 ou depois de 1237) foi um rico-homem do Reino de Portugal.

## Primeiros anos
Nascido depois de 1185, Ponço Afonso era filho (provavelmente primogénito) de Afonso Hermiges de Baião e da sua primeira esposa, . 
Ponço começa a surgir na documentação de corte em 1202, mais cedo que o seu irmão Lopo Afonso de Baião (que confirma documentação curial a partir de 1205).
Terá casado, decerto depois de 1202, com Mor Martins de Riba de Vizela, uma rica-dona que havia sido barregã de Afonso II de Portugal. A escolha para esposa de uma antiga barregã régia parece confirmar a dedicação que demonstraria à corte, através de vários servilismos e talvez até adulações.

## Entrada na corte
Em 1202, foram-lhe atribuídos cargos tenenciais em Penaguião e Godim, abdicando desta quando o irmão entra na corte, em 1205. Contudo, Ponço acumulou um grande número de outras tenências, o que comprova a presença regular na corte e a enorme influência, que soube adquirir, sem poder ilibar-se da suspeita de meios mais ortodoxos ou de graves abusos de administração.

### Magnate povoador
Ponço aproveitou os seus cargos tenenciais para iniciar a sua obra povoadora, dando cartas de foro a várias vilas, como Saturninho, em março de 1226; Paredes, em 1232, e Sequeiros (perto de Penaguião), a julho de 1233. Foi também o fundador da povoação de Águas Belas, após ter extorquido as terras do lugar ao concelho de Sortelha. Esta vila deixá-la-ia à sua filha Estevainha.

## O testamento de Sancho I e o conflito sucessório

### Antecedentes: o testamento e a divergência nobiliárquica
Após a morte de Sancho I de Portugal, que nomeara como testamenteiros Gonçalo Mendes II de Sousa, Lourenço Soares de Ribadouro, Gonçalo Soares, Pedro Afonso de Ribadouro, e Martim Fernandes de Riba de Vizela (sogro de Ponço), o seu sucessor não se mostrou cooperante com o testamento deixado pelo pai, no qual teria de ceder terras às suas irmãs. Os executores teriam de fazer valer os direitos do rei no caso de o seu testamento não se cumprisse como o mesmo havia estipulado. 
Os primeiros anos do reinado do sucessor, Afonso II de Portugal, foram marcados por violentos conflitos internos entre o rei e as suas irmãs Mafalda, Teresa e Santa Sancha de Portugal, a quem Sancho legara em testamento, sob o título de rainhas, a posse dos castelos de Montemor-o-Velho, Seia e Alenquer, com as respectivas vilas, termos, alcaidarias e rendimentos. Ora, Afonso, tentando evitar a supremacia da influência dos nobres no seu governo, pretendia centralizar o seu poder, mas para isso incorria contra as irmãs e em último caso contra o testamento paterno. A maioria dos nobres, chefiados por Gonçalo Mendes II de Sousa, empenharam-se em fazer cumprir as últimas vontades o monarca anterior. Contudo, uma parte da classe manteve-se, na verdade, na fação do rei. Para Ponço era importante manter-se do lado do sogro e não causar problemas junto do novo rei, pelo que, à semelhança de outros nobres das beiras, como Lourenço Soares de Ribadouro, manteve-se igualmente na fação do novo monarca.

### O conflito
No ano seguinte, em 1212, Afonso II intimou as irmãs para que que lhe fizessem restituição das terras herdadas. Em respostas, as três infantas-rainhas, Teresa, Sancha e Mafalda, recolheram-se ao fortíssimo e quase inexpugnável castelo de Montemor-o-Velho, que era da primeira e estava guardado pelo cunhado de Lourenço, Gonçalo. As tropas reais, chefiadas por Martim Anes de Riba de Vizela, chegaram mesmo a combater as hostes das infantas, chefiadas pelo Sousão nos pântanos junto ao castelo.
Ponço, no entanto, teve necessidade de defender, embora pouco eficazmente, as terras fronteiriças que detinha contra as investidas leonesas que se deram nesses anos, na consequência do pedido de auxílio que a infanta Teresa fizera chegar a Afonso IX de Leão, o seu ex-marido. 
Este conflito seria resolvido apenas com intervenção do Papa Inocêncio III; o rei indemnizaria as infantas com uma soma considerável de dinheiro, e a guarnição dos castelos foi confiada a cavaleiros templários, mas era o rei que exercia as funções soberanas sobre as terras e não as infantas. Porém os Sousas e os seus seguidores seriam renegados durante todo o reinado, e assim sendo saíram de Portugal, refugiando-se em outras cortes peninsulares.

## Últimos anosː o reinado de Sancho II
Ponço conseguiu, desta forma, permanecer nas boas graças de Afonso II e conservar o seu antigo lugar na cúria régia e as boas graças do novo monarca.
A sua influência viria a aumentar com a morte de Afonso II, sendo que integrava o grupo de magnates que se encarregaram da tutela do pequeno Sancho II de Portugal, e da administração do País durante a sua menoridade. Em 1223, confirma as concórdias e composições com o arcebispo de Braga e com as tias do novo monarca. Ainda participou em algumas campanhas de Sancho II contra os Mouros, a Sul. Nesta concórdia encontram-se de novo magnates que se haviam exilado no reinado anterior, como Gonçalo Mendes II de Sousa.

## Morte e posteridade
Embora se saiba que faleceu provavelmente em junho de 1235, tese corroborada pelo facto de que data deste ano o último documento em que surge, poderá ser ainda ele o tenente de Lamego de 1237, o que prolongaria o seu período de vida em pelo menos mais dois anos. Neste caso teria falecido pouco depois de 1237, decaído já da sua antiga influência, e não chegando a viver, desta forma, o perturbado período final do reinado daquele monarca.

### Na literatura
Ponço parece ter sido alvo de uma cantiga de escárnio do trovador Pero Barroso.
O trovador parece ter criticado o seu suposto "mau aspeto" devido a uma suposta "falta de comida", tentando implicitar uma pobreza inerente a estas condições, o que poderia levaria a pensar num tal afastamento da corte que teria deixado de ter condições mínimas. Contudo, a cantiga pode ser interpretada no sentido inverso, no sentido da ironiaː a cantiga contaria provavelmente que Ponço faleceu não por falta, mas por excesso de comida, não havendo, no entanto, dados mais concretos. Uma outra teoria defende que seria uma “indireta” não a Ponço, mas ao seu sobrinho também trovador, Afonso Lopes de Baião, provavelmente pelo apoio ao conde de Bolonha nas guerras que o opuseram a Sancho II de Portugal.

## Casamento e descendência
Ponço Afonso desposou, em data incerta, Mor Martins de Riba de Vizela (m. depois de 1285), filha de Martim Fernandes de Riba de Vizela e Estevainha Soares da Silva. O casal teve a seguinte descendênciaː
- Pedro Ponces de Baião (c.1210 – 28 de setembro de 1283[9] [10]), detentor de várias tenências. Desposou Sancha Rodrigues de Briteiros.
- Estevainha Ponces de Baião (c. 1210 - depois de 1275[2]), casou com Soeiro Pais de Valadares;
- Maria Ponces de Baião (c. 1210-?) casou por duas vezesː a primeira com Soeiro Gomes Facha, e a segunda com Rui Lopes Cocho;
- Sancha Ponces de Baião (c. 1210 - depois de 1286), casou com Rui Lopes de Mendonça;